# عطية بن سعد بن جنادة
عطية بن سعد بن جنادة العوفي العدواني (توفي 729) كان من علماء المسلمين الأوائل. يعد من رواة الحديث الموثوقين. وهو من كبار مؤيدي المتمردين ووجهاء الشيعة في ذلك الوقت، وتلميذ الصحابي جابر بن عبد الله الأنصاري، وأحد رواة الحديث المشهورين، اعتقله محمد بن القاسم بأمر الحجاج، وطالبه بلعن علي تحت تهديد العقوبة. رفض عطية أن يلعن عليًا، فتم معاقبته. في حين أن المؤرخين الحديثين لا يعطون تفاصيل العقوبة، فإن المؤرخين الأوائل مثل ابن حجر العسقلاني والطبري يسجلون أنه جُلِد 400 جلدة وحُلق رأسه ولحيته للإذلال وأنه فر إلى خراسان وعاد إلى العراق بعد تغيير الحاكم. 